# Filigree & Shadow
Filigree & Shadow – druga płyta formacji This Mortal Coil, wydana w 1986 r. przez wytwórnię 4AD.

## Spis utworów i wykonawców
1. Velvet Belly (Martin McCarrick) – 1:20
2. The Jeweller (Thomas Rapp) – 3:16
- Dominic Appleton - wokalista
- Deirdre Rutkowski, Louise Rutkowski - chórek
- Simon Raymonde - fortepian

3. Ivy and Neet (Simon Raymonde) – 4:49
- Richard Thomas - saksofon
- Simon Raymonde - fortepian, syntezator, gitara, gitara basowa

4. Meniscus (David Curtis) – 2:28
- David Curtis - gitara
- John Turner - organy

5. Tears (Simon Raymonde) – 0:22
6. Tarantula (Martyn Young) – 4:59
- Deirdre Rutkowski, Louise Rutkowski, Dominic Appleton - wokaliści
- John Turner - syntezator

7. My Father (Judy Collins) – 5:58
- Alison Limerick - wokalistka
- Simon Raymonde - fortepian
- John Turner - syntezator

8. Come Here My Love (Van Morrison) – 3:42
- Jean - wokal
- Simon Raymonde - syntezator

9. At First, And Then (Peter Ulrich) – 1:59
- Peter Ulrich - instrumenty perkusyjne

10. Strength of Strings (Gene Clark) – 4:41
- Dominic Appleton - wokalista
- John Turner - syntezator
- Keith Mitchell - gitara
- Nigel K. Hine - gitara
- Deirdre Rutkowski, Louise Rutkowski, Anne Turner, Les McKuen, Martin McCarrick - chórki

11. Morning Glory (Tim Buckley) – 2:57
- Deirdre Rutkowski, Louise Rutkowski - wokalistki
- John Turner - syntezator

12. Inch Blue (This Mortal Coil) – 1:08
13. I Want To Live (Gary Ogan) - 4:05
- Deirdre Rutkowski, Louise Rutkowski - wokalistki
- John Turner - syntezator

14. Mama k I (This Mortal Coil) - 0:53
15. Filigree & Shadow (This Mortal Coil) - 1:20
16. Firebrothers (Gary Duncan) - 3:54
- Richenel - wokalista
- John Turner - syntezator
- Chris Pye - gitara

17. Thaïs (This Mortal Coil) - 1:09
18. I Have Must Been Blind (Tim Buckley) - 3:30
- Richenel - wokalista
- John Turner - syntezator

19. A Heart of Glass (This Mortal Coil) - 3:46
20. Alone (Colin Newman, Graham Lewis) - 4:14
- Caroline Seaman, Alison Limerick - wokalistki
- Simon Raymonde - gitara, gitara basowa, syntezator

21. Mama k II (This Mortal Coil) - 0:34
22. The Horizon Bleeds And Sucks Its Thumb (Mark Cox, This Mortal Coil) - 2:53
- Alan Curtis - gitara
- Mark Cox - syntezator

23. Drugs (David Byrne) - 3:10
- Alison Limerick - wokalistka
- Andrew Gray - gitara
- Steven Young - programowanie perkusji

24. Red Rain (Simon Raymonde, This Mortal Coil) - 3:53
- Caroline Seaman - wokalistka
- Simon Raymonde - gitara, gitara basowa, syntezator
- Tony Warea - didgeridoo

25. Thaïs II (This Mortal Coil) - 3:13